# Anna Strunecká
Anna Strunecká (* 24. ledna 1944, Dolní Měcholupy) je bývalá pedagožka a vědecká pracovnice Univerzity Karlovy, v současnosti kontroverzní publicistka v oblasti medicíny, především imunologie, autismu a zdravého životního stylu. Od její publikační činnosti se Univerzita Karlova distancuje.

## Akademická dráha
Absolvovala Přírodovědeckou fakultu Univerzity Karlovy v oboru biologie a chemie, kde získala doktorát v oboru přírodních věd, později se (tamtéž) stala docentkou a 1. února 1989 byla jmenována profesorkou. Od roku 1981 do roku 2006 působila na Katedře fyziologie a vývojové biologie Přírodovědecké fakulty Univerzity Karlovy.
V roce 1995 získala ocenění České neuropsychofarmakologické společnosti jako spoluautorka práce „Postreceptorové signální systémy u schizofrenie“.
V roce 2003 byla oceněna spolu s kolektivem autorů vedených doktorkou Danielou Řípovou cenou Aloise Alzheimera, kterou uděluje nadace Academia Medica Pragensis. Ocenění získali za práci z oblasti diagnostiky a terapie Alzheimerovy demence.
V roce 1998 získala anticenu Českého klubu skeptiků Sisyfos (stříbrný Bludný balvan) za „transcendentálně-holistický pohled na fyziologii člověka“. V roce 2018 získala diamantový Bludný balvan za „mimořádný celoživotní přínos pseudovědě".

## Publikační činnost
Prof. Strunecká je autorkou řady populárních knih a také odborných prací. Její kniha Doba jedová vévodila prodejnímu žebříčku serveru Booknet za rok 2011 a 2012.

### Populární literatura v českém jazyce
- Babské rady profesorky Strunecké (2014)[11]
- Doba jedová 2: Jak přežít dobu jedovou? (2013)[12]
- Varovné signály očkování (2012)[12]
- Jak změnit svět tady a teď (2012)[12]
- Doba jedová (2011 ve spoluautorství s Jiřím Patočkou)[12]
- Přemůžeme autizmus? Průvodce pro rodiče, použitelný i pro pediatry, psychiatry a všechny obětavé bytosti, které se snaží pomáhat dětem s autismem (2009)[12]
- Očkování: Otázky a odpovědi k projednávané novele Zákona č. 258/2000 Sb. z pohledu biomedicíny (2005)[13]
- Nepovinné rozjímání (2001)[12]

### Odborná publikační činnost
Google Scholar indexoval v listopadu 2019 142 prací.
Databáze biomedicínských vědeckých MEDLINE indexovala 40 vědeckých článků, u kterých je Anna Strunecká uvedena jako autorka nebo spoluautorka. Publikovala v následujících časopisech (v závorce uveden Impakt Faktor, pokud časopis má, platný v roce 2019):
- Physiological Research (IF 1.701) (do roku 1990 Physiologia bohemoslovenica) 13x
- Československá fyziologie (nemá IF) 8x
- General Physiology and Biophysics (IF 1.309) 3x
- Acta Universitatis Carolinae. Medica (nepokračující český časopis) 2x
- Biomedica Biochimica Acta (nepokračující východoněmecký časopis) 2x
- Prostaglandins, Leukotrienes & Essential Fatty Acids (2.864) 2x
- Acta medica (Hradec Králové) (nemá IF) 1x
- Comparative Biochemistry and Physiology Part B: Biochemistry and Molecular Biology (IF 1.99) 1x
- Current Medicinal Chemistry (IF 3.894) 1x
- Časopis lékařů českých (nemá IF) 1x
- Folia Biologica (IF 1.073) 1x
- Folia haematologica: Internationales Magazin für Klinische und morphologische Blutforschung (nepokračující východoněmecký časopis) 1x
- International Journal of Environmental Research and Public Health (IF 2.468) 1x
- Mechanisms of Ageing and Development (IF 3.603) 1x
- Neurobiology of Aging (IF 4.398) 1x
- Surgical Neurology International (nemá IF) 1x

## Kontroverze

### Jak změnit svět tady a teď (2012)
Klub skeptiků Sisyfos na adresu knihy prohlásil, že „paní profesorka Strunecká šíří falešný obraz vědy, ale nejen to. Nabízí veřejnosti líbivé pseudovědecké představy, jako by mělo jít o hodnověrná, objektivní fakta.“

### Doba jedová (2011)
1. Kniha Anny Strunecké a Jiřího Patočky Doba jedová byla Českým klubem skeptiků Sisyfos kritizována. Dle něj aspartam zdaleka nedosahuje takové nebezpečnosti, jak Strunecká deklaruje, škodlivost homocysteinu byla vyvrácena, léčebné účinky vitaminu B na cévní potíže jsou spekulativní, „éčka“, kterým se Strunecká doporučuje vyhnout, jsou ve skutečnosti bezpečná, apaton (směs vitamínů C a K) není cestou k výraznému zlepšení kvality života, uváděné nebezpečné látky v kosmetice jsou v daném dávkování bezpečné, kovová výztuž podprsenky nepřitahuje rakovinotvorné rádiové vlny (a kovové pružiny ložní matrace také ne) a konvenční medicína termín „nedostatečná činnost ledvin“ nezná (zná jen poruchy činnosti ledvin). Z hlediska formálního klub kritizuje, že Strunecká operuje s okrajovými, spornými a jako podvod odhalenými studiemi, jako zdroje používá i zcela nevěrohodné texty publikované jakkoliv na internetu a v případech, kde se názory odborníků různí, dává Strunecká často přednost těm, které zdůrazňují nebezpečí hodnocené látky, byť jde o hlas okrajový a málo podložený.[17]
2. Předseda koalice na podporu očkování a odborný poradce soukromé očkovací firmy Avenier[18] Doc. MUDr. Rastislav Maďar, PhD. obvinil prof. Struneckou z manipulace s daty, nedostatečné kvalifikace a radikalizace společnosti.[19] V televizním pořadu České televize označil prof. Struneckou za seniorku, která není lékařkou, ani odborníkem na očkování a nikoho nikdy neočkovala.[20] V jiné recenzi uvedl, že je prezidentem Fóra infekční, tropické a cestovní medicíny, předsedou redakčního časopisu Očkování a cestovní medicína a kritizoval dílčí body knihy na celkem 46 stranách.[18]
3. Farmaceutický konzultant Marek Petráš, autor knihy Manuál očkování a provozovatel webu http://www.vakciny.net/ prohlásil hliník ve vakcínách za bezpečný a na adresu prof. Strunecké prohlásil, že dobu otravují „baby jedové“.[21] V článku „Hlinitá sůl jako adjuvans ve vakcínách“ obhajuje jeho bezpečnost pro lidské zdraví.[22]

### Přemůžeme autizmus? (2009)
1. Český klub skeptiků Sisyfos kritizoval tvrzení, že autismus může být způsoben fluoridovanou vodou, amalgámovými plombami, náhradními sladidly, potravinami s lepkem a kaseinem. Také vyjadřuje pochyby nad tím, že autismus lze léčit za pomoci homeopatie, Vollovy akupunktury, biorezonančních přístrojů Bicom a Oberon či čištění čaker. Podobné pochyby vyjadřuje nad tím, že děti s autismem jsou ve spojení s anděly, mají znalost života před životem, vládnou telepatií nebo dokážou formou intuice předvídat budoucnost. „Kniha Přemůžeme autizmus?“ je právě tak jako všechny ostatní knihy prof. Strunecké obludným gulášem názorů vědeckých, pseudovědeckých, alternativních i čistě esoterických. Autorka je schopna shromáždit obdivuhodné množství informací a přitažlivě je podat, ale je zcela neschopná posoudit jejich hodnotu. Charakterizuje ji skvělá paměť, obrovská výkonnost, ale absence rozumu a logiky.“[17]
2. PhDr. Kateřina Thorová, Ph.D, předsedkyně Asociace pomáhající lidem s autismem, označila knihu za pseudovědeckou a iracionální. Vyhraňuje se proti v knize obsaženému tvrzení, že autistické dítě se pozná tak, že kreslí anděly nebo mrtvé příbuzné, na takový případ si ale ani ve své praxi nevzpomíná. Odmítá to, že autismus je dar. Pochybuje nad tím, že autismus je zapříčiněn chladným přístupem matky v raném dětství, jak tvrdí Strunecká.[23]

### Integrativní fyziologie člověka pro přírodovědce (1998)
V roce 1998 získala Strunecká od Českého klubu skeptiků Sisyfos anticenu Bludný balvan za „zapojení vesmírného vědomí do výuky studentů Přírodovědecké fakulty UK v Praze“. Ve skriptech používá teorie tzv. 6. proudu v psychologie – Transpersonální psychologie amerického psychologa českého původu Stanislava Grofa. Ve skriptech „Integrativní fyziologie člověka pro přírodovědce“ popisuje otevírání čaker, příjem vesmírné energie, například masáží kostrče. Za výuku dle těchto skript jí byla udělena děkanská důtka.